# Nordlig björnmossa
Nordlig björnmossa (Polytrichastrum alpinum) är en bladmossart som beskrevs av G. L. Smith 1971. Enligt Catalogue of Life ingår Nordlig björnmossa i släktet Polytrichastrum och familjen Polytrichaceae, men enligt Dyntaxa är tillhörigheten istället släktet Polytrichastrum och familjen Polytrichaceae. Arten är reproducerande i Sverige. Inga underarter finns listade i Catalogue of Life.

## Bildgalleri

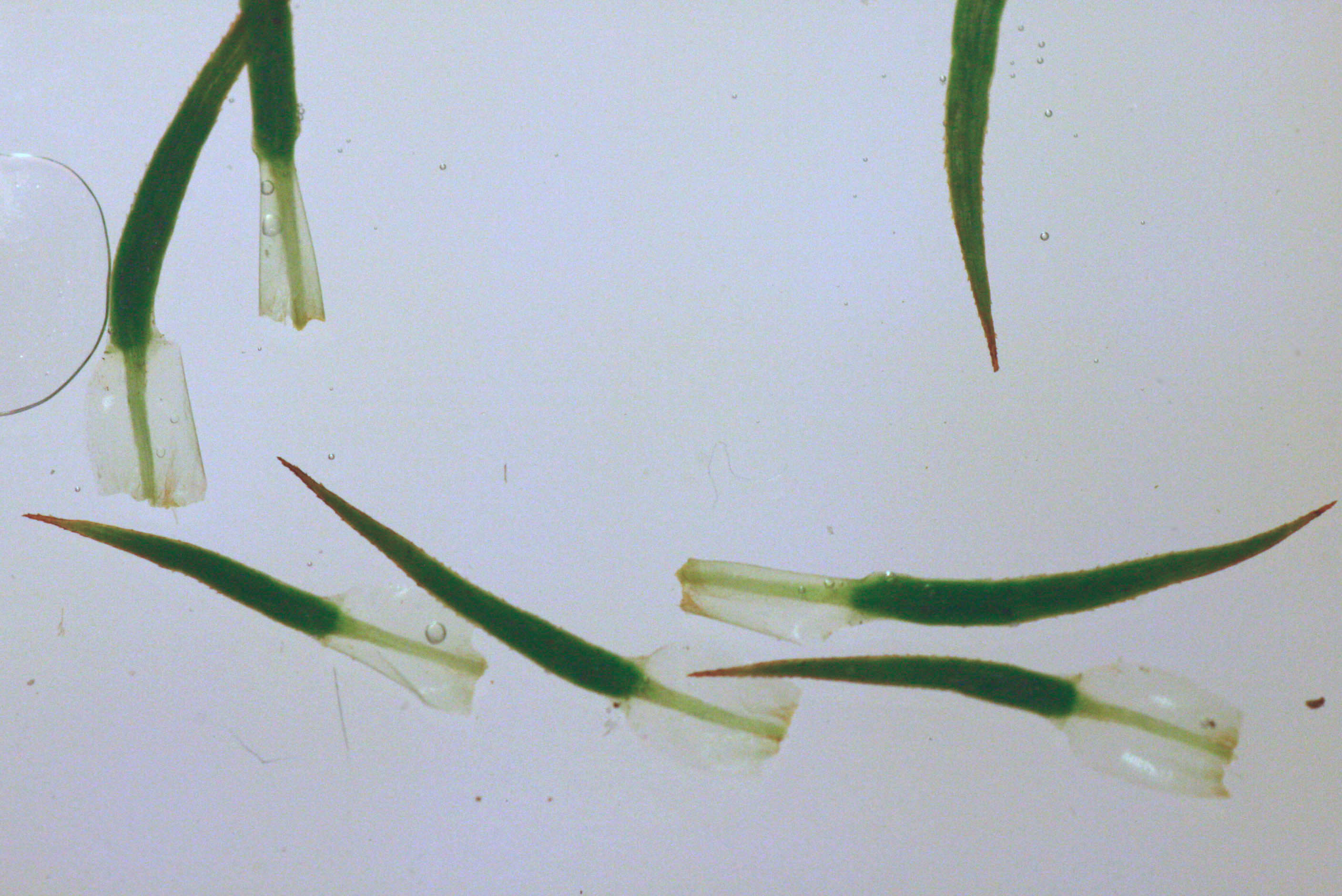
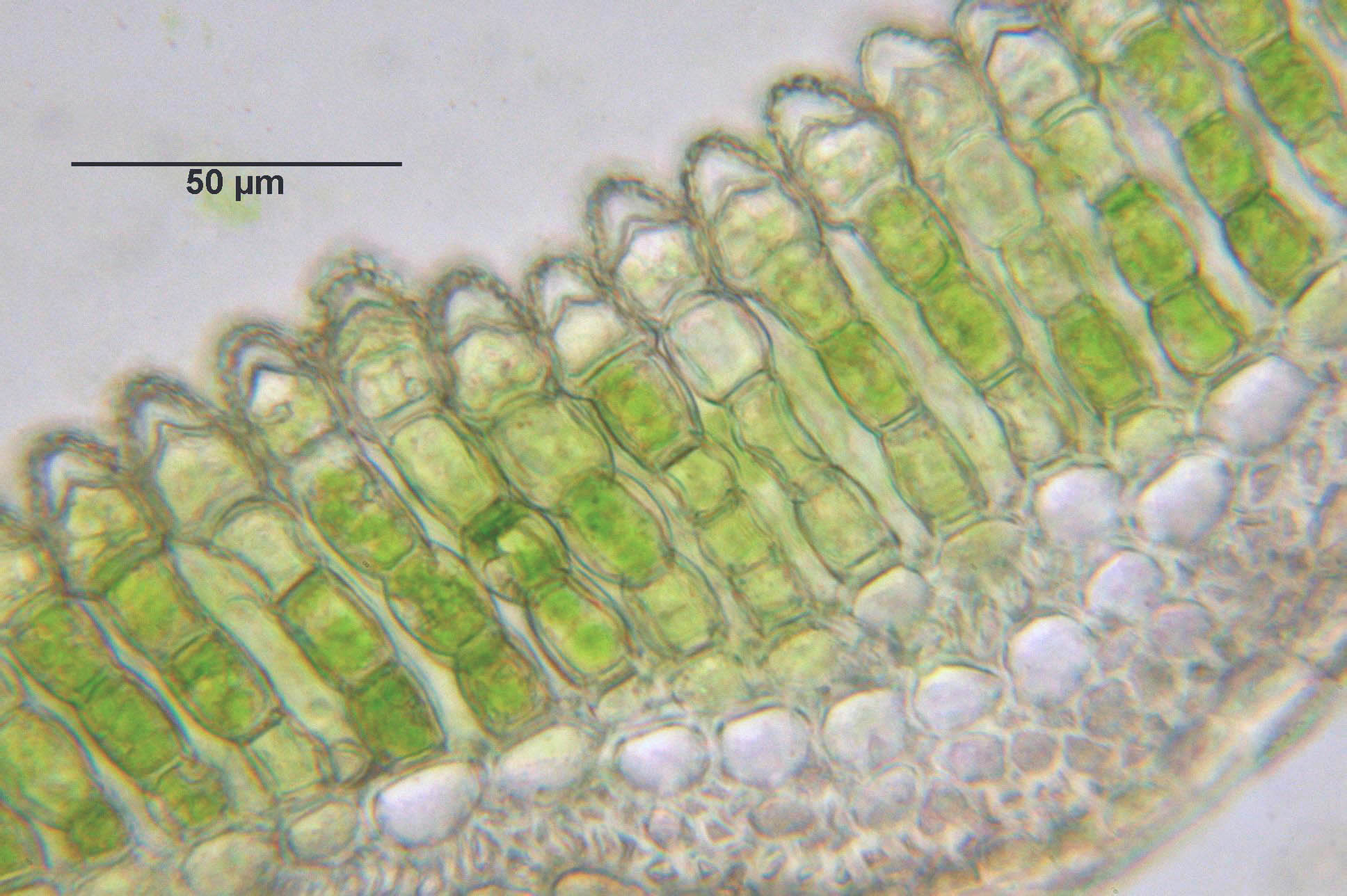
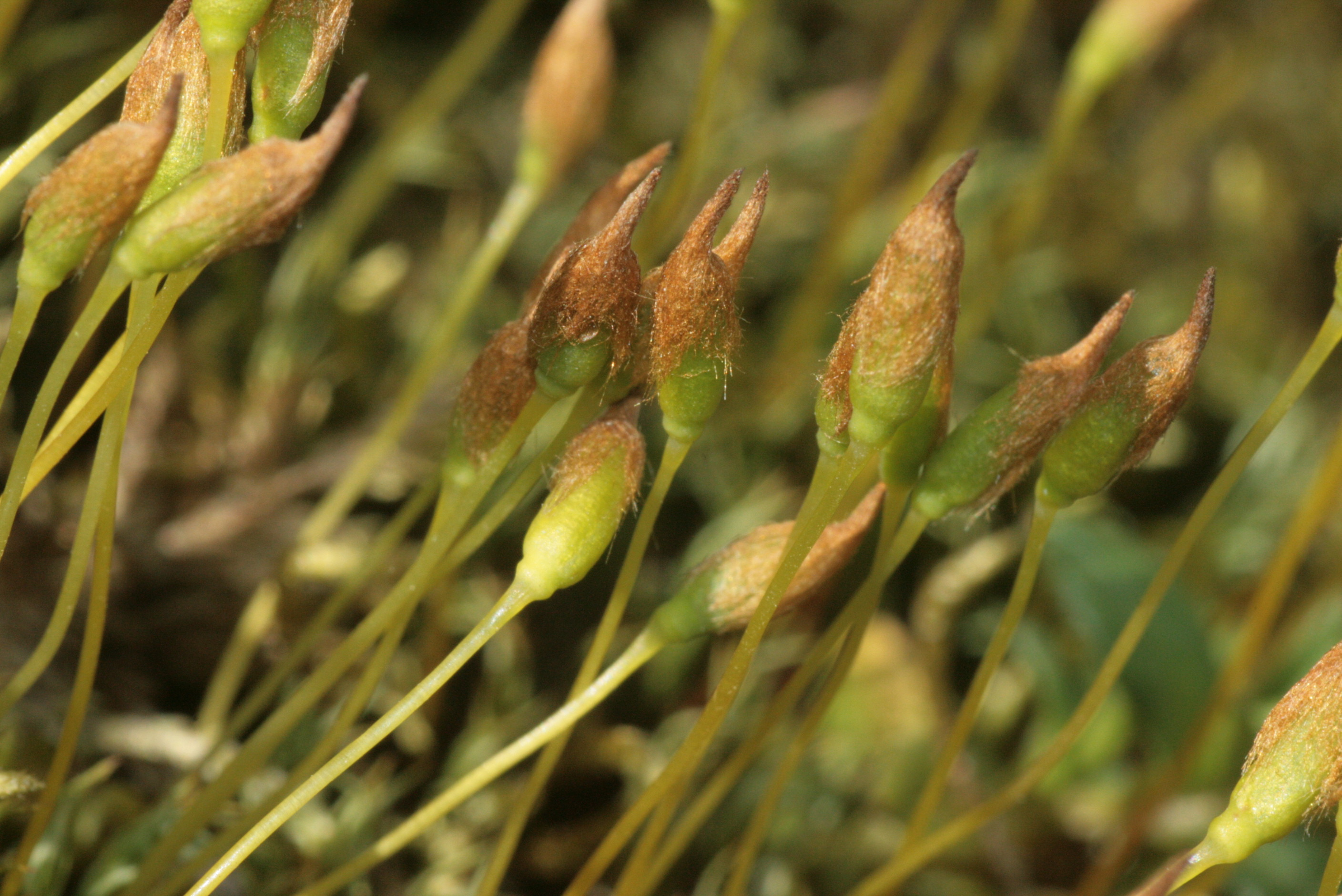